# Прапор Путивля
Міськи́й пра́пор Пути́вля — це квадратне полотнище, складене з трьох вертикальних смуг — жовтої, червоної та жовтої, із співвідношенням їх ширини 1:3:1, у центрі червоної смуги — жовта вежа давньоруського міста, а у створі воріт — жовтий знак Ольговичів. Затверджено прапор Путивля сесією міської Ради від 20 червня 2000 року за проектом Андрія Гречила.

## Опис
Зображення оборонної вежі та родового знаку Ольговичів символізує не тільки славний давньоруський період історії міста (зокрема, події пов'язані зі «Слово о полку Ігоревім»), а й пізніший період XVI—XVII століть, коли Путивль був значним військово-стратегічним центром і відігравав надзвичайно важливу роль у вітчизняній історії. Крім того, червоний колір підкреслює славні традиції путивлян не тільки у стародавній час, а і в період німецько-радянської війни 1941—1945 років.